# 週刊新刊全点案内
『週刊新刊全点案内』（しゅうかんしんかんぜんてんあんない）は図書館流通センター（TRC）が作成する公共図書館向け新刊書情報誌・カタログ。週1回刊行で、1週間に日本で発行された本を紹介する。
毎週3500部発行。『週刊新刊全点案内』はTRCと契約した図書館に送付され、書店では販売されない。2008年の群馬県内37の公共図書館を対象としたアンケートによれば、89%が選書業務に『週刊新刊全点案内』を使用していた。

## 歴史
1976年創刊。1979年まで日本図書館協会が発行し、以後TRCが発行した。

## 掲載内容
各新刊書について抄録、表紙写真（TRCの在庫にある場合）が付く。図書館で扱われないポルノグラフィーや漫画などの新刊は通常除外される。紙面に掲載されたデータはTRCのホームページにも掲載される。